# Suka Dame (Tanah Pinem)
Suka Dame is een bestuurslaag in het regentschap Dairi van de provincie Noord-Sumatra, Indonesië. Suka Dame telt 1215 inwoners (volkstelling 2010).